# Marina Kiehl
Marina Kiehl (* 12. Januar 1965 in München) ist eine ehemalige deutsche Skirennläuferin, die an den Olympischen Spielen 1984 in Sarajevo und 1988 in Calgary teilgenommen hat, dort in der Abfahrt siegte und die Goldmedaille errang.

## Biografie
Die Enkelin eines Chemiefabrikanten besuchte das Christopherus-Gymnasium in Berchtesgaden und widmete sich nach der Mittleren Reife vollständig dem Skisport.
Zwischen 1984 und 1987 entschied Kiehl fünf Deutsche Meisterschaften für sich, zwei im Super-G, zwei im Riesenslalom und eine in der Abfahrt, viermal wurde sie Zweite. Ihren ersten von insgesamt sieben Weltcupsiegen feierte Kiehl in der Saison 1983/84 im Super-G von Mont Sainte-Anne. Die ehemalige Juniorenweltmeisterin in der Abfahrt erzielte dann auch Podestplätze in der Abfahrt und im Riesenslalom. Bei den Olympischen Winterspielen in Sarajevo belegte sie Platz fünf im Riesenslalom und wurde sechste im Abfahrtslauf.
Kiehl gewann 1985 die kleine Skiweltcup Kristallkugel für den Disziplinenweltcup im Riesenslalom und 1986 im Super-G. Ihren größten Erfolg feierte sie dann bei den Olympischen Winterspielen 1988 in Calgary, als sie vor Brigitte Oertli und Karen Percy die Olympiaabfahrt gewann. Damit holte sie die dritte olympische Goldmedaille in der Geschichte des TSV 1860 München.
Im Anschluss an die Olympiasaison trat Marina Kiehl vom alpinen Skirennsport zurück. Ihr wurde die Auszeichnung „Silbernes Lorbeerblatt“ der Bundesrepublik Deutschland verliehen sowie der „Goldene Ski“ des Deutschen Skiverbandes. Dem Skisport weiter verbunden organisierte sie viele Jahre Jugend-Skicamps in Europa und Japan und wirkt bis heute bei zahlreichen Ski-Incentives mit. Darüber hinaus unterstützte sie 15 Jahre die Skiabteilung des TSV 1860 München ehrenamtlich als Trainerin. Kiehl ist ausgebildete Grafikerin.

## Erfolge

### Olympische Spiele
- Sarajewo 1984: 5. Riesenslalom, 6. Abfahrt
- Calgary 1988: 1. Abfahrt, 13. Super-G

### Weltmeisterschaften
- Bormio 1985: 5. Riesenslalom, 10. Kombination, 11. Abfahrt
- Crans-Montana 1987: 4. Abfahrt, 6. Riesenslalom

### Weltcupwertungen
Marina Kiehl gewann je einmal die Disziplinenwertung im Super-G und im Riesenslalom.
| Saison  | Gesamt | Gesamt | Abfahrt | Abfahrt | Super-G | Super-G | Riesenslalom | Riesenslalom | Kombination | Kombination |
| Saison  | Platz  | Punkte | Platz   | Punkte  | Platz   | Punkte  | Platz        | Punkte       | Platz       | Punkte      |
| ------- | ------ | ------ | ------- | ------- | ------- | ------- | ------------ | ------------ | ----------- | ----------- |
| 1981/82 | 81.    | 1      | –       | –       | –       | –       | –            | –            | 30.         | 1           |
| 1982/83 | 66.    | 5      | –       | –       | –       | –       | –            | –            | 24.         | 5           |
| 1983/84 | 9.     | 126    | 14.     | 29      | –       | –       | 4.           | 77           | 31.         | 9           |
| 1984/85 | 4.     | 168    | 7.      | 48      | –       | –       | 1.           | 110          | 7.          | 27          |
| 1985/86 | 8.     | 157    | 10.     | 43      | 1.      | 75      | 11.          | 31           | 10.         | 23          |
| 1986/87 | 10.    | 118    | 6.      | 35      | 3.      | 52      | 8.           | 42           | –           | –           |
| 1987/88 | 18.    | 70     | 8.      | 40      | 20.     | 10      | 13.          | 20           | –           | –           |

### Weltcupsiege
Kiehl errang insgesamt 18 Podestplätze, davon 7 Siege:
| Datum             | Ort                  | Land    | Disziplin    |
| ----------------- | -------------------- | ------- | ------------ |
| 4. März 1984      | Mont Sainte-Anne     | Kanada  | Super-G      |
| 15. Dezember 1984 | Madonna di Campiglio | Italien | Riesenslalom |
| 26. Januar 1985   | Arosa                | Schweiz | Super-G      |
| 10. März 1985     | Banff                | Kanada  | Super-G      |
| 7. Dezember 1985  | Sestriere            | Italien | Super-G      |
| 16. März 1986     | Vail                 | USA     | Super-G      |
| 15. März 1987     | Vail                 | USA     | Super-G      |

### Juniorenweltmeisterschaften
- Auron 1982: 14. Abfahrt
- Sestriere 1983: 1. Abfahrt, 4. Riesenslalom, 22. Slalom